# متلازمة الحبل الشوكي المربوط
متلازمة الحبل الشوكي المربوط (بالإنجليزية: Tethered cord syndrome) هي مجموعة من الاضطرابات العصبية الناتجة عن تشوهات في الحبل الشوكي. وتشمل عدة أشكال، منها الحبل النهائي المشدود، السنسنة المشقوقة الشحمية، تشوهات انقسام الحبل الشوكي، النوع الخفي، المسالك الجيبية الجلدية، والأورام الجلدانية. تشترك جميع هذه الأشكال في وجود شد أو سحب للحبل الشوكي من أسفل القناة الشوكية، مما يؤدي إلى ربطه بشكل غير طبيعي.
في الوضع الطبيعي، يكون الحبل الشوكي معلقًا بحرية داخل القناة الشوكية، ويتحرك صعودًا وهبوطًا أثناء النمو، أو عند الانحناء والتمدد. أما في حالة الحبل الشوكي المربوط، فيكون مشدودًا من نهايته أو من نقطة معينة داخل القناة الشوكية، مما يمنعه من الحركة الطبيعية.
عند الأطفال، قد يؤدي هذا الشد إلى تمدد الحبل الشوكي مع نمو الجسم، بينما في البالغين قد يتمدد الحبل نتيجة الأنشطة اليومية، مما قد يسبب ضررًا تدريجيًا في الحبل الشوكي إذا لم يُعالج.
غالبًا ما ترتبط هذه المتلازمة بحدوث انغلاق غير طبيعي في حالات تشقق العمود الفقري، وقد تكون خلقية كما هو الحال في الحبل النهائي المشدود، أو مكتسبة نتيجة إصابات تحدث لاحقًا في الحياة.

## العلامات والأعراض

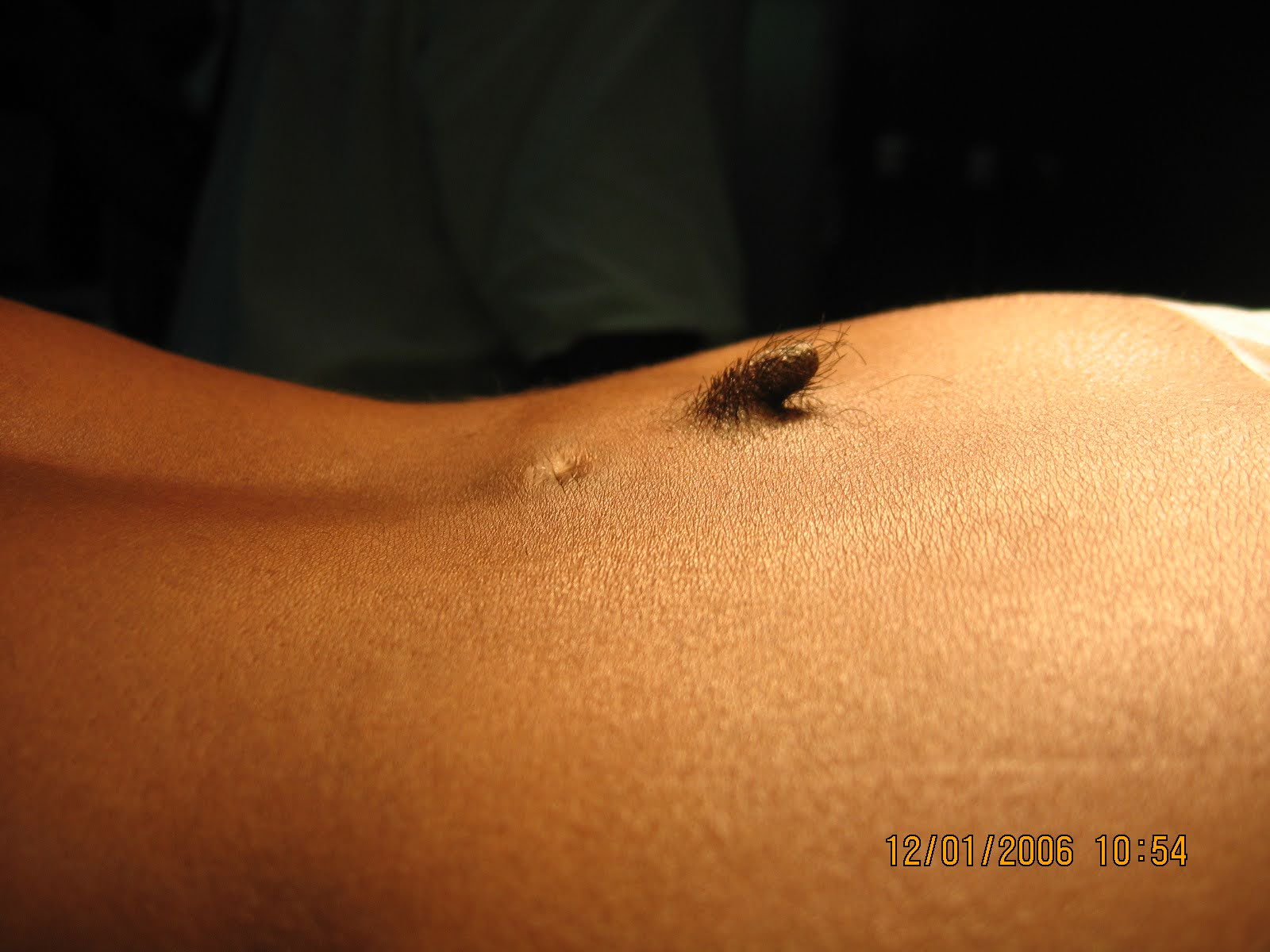
التظاهرات الجلدية النموذجية لمتلازمة الحبل الشوكي المثبت

عند الأطفال، قد تشمل الأعراض ما يلي:
- آفات أو بقع مشعرة أو غمازات جلدية أو أورام دموية أو أورام دهنية في أسفل الظهر
- تشوهات في القدم أو العمود الفقري[4]
- ضعف في الساقين (فقدان القوة أو التوتر العضلي)
- تغير في طريقة المشي أو مشية غير طبيعية، بما في ذلك الركض بشكل غريب أو تآكل في مقدمة أو جانب الحذاء[4]

أو أعراض مثل "سحب الساق أثناء المشي" أو "انهيار مفاجئ في الساق" قد تستدعي التدخل الجراحي الفوري بحسب آراء جراحي الأعصاب المتخصصين.
- ألم في أسفل الظهر[4]
- انحناء غير طبيعي في العمود الفقري (الجنف)[4]
- اضطرابات بولية مثل السلس أو احتباس البول[4]

قد لا يتم تشخيص المتلازمة في مرحلة الطفولة وتظهر الأعراض لاحقًا في مرحلة البلوغ، مثل مشاكل في الإحساس والحركة والسيطرة على الأمعاء أو المثانة. ويرتبط هذا النمط المتأخر بمدى الشد المزمن على الحبل الشوكي مع مرور الوقت.
وقد يحدث ربط الحبل الشوكي أيضًا بعد إصابة في العمود الفقري، حيث يمكن أن تؤدي الندوب إلى منع تدفق السائل حول الحبل الشوكي، مما يزيد الضغط ويؤدي إلى تكوّن أكياس داخل الحبل تُعرف باسم "تكهف النخاع"، وهو ما قد يُسبب فقدانًا إضافيًا للحركة أو الإحساس أو ظهور أعراض في الجهاز العصبي الذاتي.
عند البالغين، غالبًا ما تشمل الأعراض ما يلي:
- ألم شديد في أسفل الظهر قد يمتد إلى الساقين أو العانة أو العجان
- ضعف عضلي وتنميل في الطرفين السفليين
- فقدان في الإحساس أو القدرة على الحركة في الأرجل
- اضطرابات بولية (سلس أو احتباس)
- مشاكل في التحكم في التبرز

وقد تظهر أعراض عصبية مختلطة، مثل:
- ضمور عضلي
- فرط أو نقص المنعكسات العصبية
- استجابة غير طبيعية عند مدّ القدم
- فقدان الإحساس بالألم أو الحرارة أو الإحساس بالوضعية شائع[7]

أكثر من 70% من البالغين المصابين تظهر لديهم أعراض المثانة العصبية، مقارنةً بـ 20% إلى 30% فقط من الأطفال، وتشمل هذه الأعراض:
- تكرار أو إلحاح التبول
- شعور بعدم تفريغ المثانة بالكامل
- ضعف في السيطرة الإرادية
- التبول الليلي
- سلس البول الناتج عن الضغط أو الإلحاح

كما أن الالتهابات البولية المتكررة شائعة، وقد تؤدي في بعض الحالات إلى تكون الحصوات الكلوية أو الفشل الكلوي أو الحاجة إلى زراعة الكلى.
وفي الإناث، قد يُلاحظ وجود تاريخ من الولادة غير الفعالة أو تدلي المستقيم بعد الولادة، ويرجّح أن يكون ذلك بسبب ضعف في عضلات قاع الحوض.

### اضطرابات ذات صلة
- الحداب (انحناء غير طبيعي للعمود الفقري إلى الأمام)
- الجنف (انحناء جانبي غير طبيعي للعمود الفقري)
- فتق الدماغ (نزوح أنسجة الدماغ من مكانها الطبيعي داخل الجمجمة)
- تشقق العمود الفقري (عيب خلقي في العمود الفقري يؤدي إلى عدم اكتمال إغلاق القناة الشوكية)
- متلازمة إيلرز-دانلوس (اضطراب وراثي يؤثر على النسيج الضام ويؤدي إلى مرونة مفرطة في المفاصل وضعف في الجلد والأوعية)
- متلازمة كليبل-فايل (اضطراب خلقي يتسم بالتحام فقرتين أو أكثر في الرقبة)
- تكهف النخاع (تكون كيس ممتلئ بالسائل داخل الحبل الشوكي، وقد يؤدي إلى ضعف أو فقدان الإحساس والحركة)

## الأسباب
يمكن أن تنتج هذه المتلازمة عن عدة حالات، لكن السبب الرئيسي لها هو وجود التصاقات أو أنسجة غير طبيعية تربط الحبل الشوكي، مما يقيّده داخل القناة الفقرية ويؤدي إلى تمدده بشكل غير طبيعي أثناء النمو أو الحركة.
وترتبط المتلازمة عادةً بالحالات التالية:
- تشقق العمود الفقري

1. النوع الخفي من تشقق العمود الفقري
2. القيلة النخاعية السحائية (وهي أحد أنواع تشقق العمود الفقري الحاد)
3. القيلة السحائية

- وجود إصابة سابقة في العمود الفقري
- وجود تاريخ سابق لجراحة في العمود الفقري
- الأورام داخل العمود الفقري
- وجود حبل نهائي سميك أو مشدود
- الأورام الدهنية في العمود الفقري
- المسلك الجيبي الجلدي (وهو تشوه خلقي)
- انقسام الحبل الشوكي (وهي حالة يُقسم فيها الحبل إلى جزئين منفصلين)[11]

تُعد متلازمة الحبل الشوكي المربوط اضطرابًا وليس مرضًا معديًا، ولا تنتقل من شخص إلى آخر، ولا توجد تدابير وقائية يمكن اتخاذها لمنع حدوثها قبل ظهورها.
الوسيلة الوحيدة المتاحة للوقاية من تفاقمها هي الجراحة لفك ارتباط الحبل الشوكي، لكن في بعض الحالات قد يكون الضرر العصبي قد حدث بالفعل ولا يمكن عكسه.

### تشقق العمود الفقري وعلاقته بالحبل الشوكي المربوط
في حالات متلازمة الحبل الشوكي المربوط، قد يصاحب تشقق العمود الفقري هذه الحالة، خاصةً في النوع الحاد مثل القيلة النخاعية السحائية، بينما نادرًا ما تحدث مع النوع الخفي.
عند معظم الأشخاص، ينمو العمود الفقري بشكل أسرع من الحبل الشوكي أثناء النمو الجنيني، مما يؤدي إلى ارتفاع نهاية الحبل الشوكي نسبيًا مقارنة بالعظام المحيطة.
وعند الولادة، يكون موقع نهاية الحبل الشوكي عادة بين الفقرتين القطنيتين الأولى والثانية.
أما في حالات تشقق العمود الفقري، يكون الحبل الشوكي منخفضًا ومرتبطًا بالجلد المحيط به، مما يمنعه من الصعود الطبيعي أثناء النمو.
وعلى الرغم من أن القيلة النخاعية السحائية يتم فصلها جراحيًا عن الجلد بعد الولادة، فإن الحبل الشوكي يظل مثبتًا في مكانه. ومع نمو الطفل، يتمدد الحبل الشوكي بشكل غير طبيعي، مما يسبب التوتر والربط عند النهاية، ويؤثر ذلك على التروية الدموية للأعصاب، ما يؤدي لاحقًا إلى مضاعفات في الجهاز الحركي والعصبي والبولي.
أما في الأشكال الأخف مثل النوع الخفي من تشقق العمود الفقري، فقد لا تُكتشف المتلازمة إلا في مرحلة البلوغ، خاصةً إذا زاد الشد نتيجة نشاط بدني، أو إصابة، أو الحمل، أو وجود نتوءات عظمية، أو تضيق في القناة الشوكية. ورغم تأخر التشخيص، فإنها قد تسبب نفس الأعراض العصبية والعظمية والبولية.

## الآلية
متلازمة الحبل الشوكي المربوط هي حالة سريرية تظهر من خلال تغيرات حركية وحسية متزايدة تشمل ما يلي:
- ضعف أو خلل في حركة الساقين
- فقدان السيطرة على البول أو البراز
- ألم في الجزء الخلفي من الساق
- انحناء غير طبيعي في العمود الفقري (الجنف)

لفهم الآلية المرضية المرتبطة بهذه الحالة، يتم استخدام نسبة الاختزال أو الأكسدة لمركّب السيتوكروم ألفا وألفا-3 داخل الجسم لتحديد كفاءة عمليات الأيض التأكسدي في الخلايا العصبية لدى الإنسان.
أظهرت الدراسات أن الجزء القطني والعجزي من الحبل الشوكي يكون أكثر عرضة من غيره للتأثر بالأزمات الناتجة عن نقص الأكسجين، خاصة عند تعرض الحبل الشوكي للشد المستمر بأوزان مختلفة.
كما لوحظت تغيرات مشابهة في سلوك الأكسدة والاختزال أثناء العمليات الجراحية التي تهدف إلى فك ارتباط الحبل الشوكي.
ويُعتقد أن هذه الظواهر ناتجة عن خلل في وظائف الميتوكوندريا (المسؤولة عن إنتاج الطاقة) بسبب الشد المتواصل أو المتقطع للحبل الشوكي، ما يؤدي في النهاية إلى تلف في أجسام الخلايا العصبية، ثم تلف في المحاور العصبية (الألياف التي تنقل الإشارات العصبية).
وقد ثبت أن فك ارتباط الحبل الشوكي جراحياً يساهم في تحسين وظائف الأيض التأكسدي، مما يدعم استعادة بعض الخلايا العصبية التالفة.

## التشخيص
بالنسبة للأطفال الأصغر من ثمانية أسابيع (وقد يتم ذلك حتى قبل الولادة)، يمكن استخدام التصوير بالموجات فوق الصوتية (السونار) للكشف عن وجود الحبل الشوكي المربوط. وقد يبقى هذا الفحص مفيدًا في بعض الحالات المحدودة حتى سن الخامسة.
لكن يُعد التصوير بالرنين المغناطيسي هو المعيار الذهبي لتشخيص هذه الحالة، إذ يوفر معلومات دقيقة عن موقع نهاية الحبل الشوكي.
عادةً ما يتم تشخيص الحبل الشوكي المربوط عند ملاحظة ما يُعرف بـ "النهاية المنخفضة للحبل الشوكي"، حيث إن النهاية الطبيعية للحبل الشوكي (المعروفة بالنخاع المخروطي) تنتهي عند أو أعلى من القرص بين الفقرتين القطنيتين الأولى والثانية.
وبعد عمر 3 أشهر، يُعد وجود النخاع المخروطي أسفل هذا المستوى مؤشرًا على احتمالية وجود ربط مرضي للحبل الشوكي، ويصبح التشخيص مؤكدًا عند نزول النهاية أسفل الفقرة القطنية الثالثة أو الرابعة.
مع ذلك، فإن تشخيص متلازمة الحبل الشوكي المربوط يعتمد أساسًا على التقييم السريري للأعراض والعلامات العصبية والعضلية الهيكلية، ويُستخدم التصوير الطبي كأداة داعمة، وليس كأداة وحيدة للتشخيص.
وتبرز هذه القاعدة بشكل خاص في الحالات غير الظاهرة من المتلازمة، حيث يعاني المريض من الأعراض، بينما يُظهر التصوير بالرنين المغناطيسي أن نهاية الحبل الشوكي تقع في موقع طبيعي أعلى من الفقرة القطنية الثانية.
التقييم السريري قد يشمل فحصًا شرجيًا بسيطًا، كما يمكن أن يتضمن اختبارات بوليةسواء كانت جراحية أو غير جراحية.
وقد أظهرت الدراسات أن 40% تقريبًا من المصابين بمتلازمة الحبل الشوكي المربوط يعانون من اختلال في وظائف المثانة، وقد تكون هذه العلامة أول وأبكر مؤشر سريري على وجود هذه المتلازمة.

## العلاج

### العلاج الجراحي لمتلازمة الحبل الشوكي المربوط
نظرًا لأن الضرر العصبي غالبًا ما يكون غير قابل للعكس، فإن الجراحة المبكرة تُوصى بها عند بداية تدهور الأعراض. وفي الأطفال، يُنصح بالتدخل الجراحي المبكرلمنع تدهور الحالة العصبية بشكل أكبر، ويشمل ذلك ــ ولكن لا يقتصر على ــ سلس البول المزمن.
أما في البالغين، فإن جراحة تحرير الحبل الشوكي (فك الربط) يمكن أن تُقلل من حجم الكيسات داخل الحبل الشوكي وتمنع تطورها، وقد تُساعد على استعادة بعض الوظائف أو التخفيف من الأعراض.
ورغم أن فك ربط الحبل الشوكي هو الخيار الجراحي الأكثر شيوعًا،إلا أن هناك خيارًا جراحيًا آخر لدى البالغين يُعرف بـ قص الفقرةمع تقصير العمود الفقري، حيث يُزال جزء من العمود الفقري لتقصيره مما يخفف الشد الزائد على الحبل الشوكي بشكل غير مباشر، دون الحاجة لتحريره مباشرة.
هذا النوع من الجراحة له ميزة تقليل خطر إعادة الربط مستقبلاً، إلا أن تعقيده وقلة الدراسات حوله تجعله خيارًا محدودًا يُستخدم فقط في الحالات التي فشلت فيها الجراحة التقليدية.

### العلاج غير الجراحي
يكون داعمًا وأعراضيًا فقط، حيث لم تثبت فاعلية الأدوية مثل مضادات الالتهاب غير الستيرويدية أو المسكنات الأفيونية أو مثبطات سيكلوأكسجيناز 2 أو مضادات الاكتئاب ثلاثية الحلقات في السيطرة على الألم المرتبط بالحالة. كما توجد بعض التجارب الفردية التي أشارت إلى فائدة استخدام أجهزة التحفيز الكهربائي للعصب لدى بعض المرضى.
قد يحتاج البالغون الذين لم تظهر لديهم أعراض في السابق إلى العلاج عند ظهور أعراض مثل الألم، تآكل أسفل الظهر، انحراف العمود الفقري، مشاكل الرقبة، وضعف التحكم في المثانة.
أما الجراحة للأشخاص البالغين ذوي الأعراض البسيطة، فهي موضوع جدل، حيث تشير بعض المصادر إلى أن المراقبة قد تكون كافية، خاصة إذا وصل المريض إلى الطول البالغ دون أعراض واضحة. لكن، إذا بدأت الأعراض بالتفاقم، تصبح الجراحة الخيار الأكثر قبولًا.
في الحالات التي يكون فيها التشوه الوحيد هو تضخم أو قصر الرباط النهائي للحبل الشوكي، فقد تكون عملية بسيطة لفك هذا الرباط من خلال فتح جزء من العمود الفقري القطني العجزي كافية لتخفيف الأعراض.

### الأبحاث والتاريخ الطبي
تم وصف هذه المتلازمة لأول مرة في أواخر القرن التاسع عشر، ورغم توفر المعلومات حولها منذ سنوات، إلا أن الدراسات العشوائية المحددة لا تزال قليلة. وقد دعت التوصيات إلى المزيد من الأبحاث لفهم العلاقة بين هذه المتلازمة والأمراض الأخرى المرتبطة بها.
معدلات المضاعفات الجراحية منخفضة نسبيًا، ولا توجد مضاعفات خاصة بهذه الجراحة تتجاوز ما هو معروف في جراحات الظهر بشكل عام.

### الارتباطات المرضية
رُبطت متلازمةالحبل الشوكي المربوط بشكل سببي بتشوه "خياري"، ويجب أن يتبع أي تشخيص إيجابي لذلك المتلازمة  فحص للتشوهات المتعددة لكياري. كما يمكن أن تكون ذلك المتلازمة  مرتبطة بمتلازمة إيلرز-دانلوسز أو متلازمة كليبيل-فيل، وينبغي إجراء فحوصات لهذه الحالات عند التشخيص الإيجابي لذلك المتلازمة. يعد الضغط على العمود الفقري والراحة الناتجة عنه من المشاكل المعروفة المرتبطة بهذا الاضطراب. كما هو الحال مع الشكل المبكر للمرض، يرتبط هذا الشكل بتشوه أرنولد-خياري، حيث يتم سحب أو هبوط الدماغ إلى الجزء العلوي من العمود الفقري.

## المآل
تتفاقم هذه المتلازمة مع التقدم في العمر، إلا أن العلاجات المذكورة سابقًا يمكن أن تساعد في الوقاية من الأعراض أو تخفيفها في بعض الحالات.
ومع العلاج المناسب، فإن الأشخاص المصابين بمتلازمة الحبل الشوكي المربوط يتمتعون بمتوسط عمر طبيعي.
وقد أظهرت الدراسات أن الجراحة يمكن أن تُساهم في تحسين ألم أسفل الظهر، وأعراض الجهاز البولي، وضعف الساقين، والمسافة التي يمكن للشخص أن يمشيها.
ومع ذلك، فإن معظم الاختلالات العصبية والحركية تكون غير قابلة للعكس، أي أن الأعراض الناتجة عن التلف العصبي تبقى حتى بعد العلاج.